# Ramaz Ourouchadze
Ramaz Perouzovitch Ourouchadze (en géorgien :  რამაზ ურუშაძე et en russe : Рамаз Павлович (Перузович) Урушадзе, Ramaz Pavlovich Ourouchadze) (né le 17 août 1939 à Tbilissi à l'époque en Union soviétique et aujourd'hui en Géorgie, et mort le 7 mars 2012), est un footballeur international soviétique (Géorgie) qui évoluait au poste de gardien de but.
Son fils, Zaza Ourouchadze, est un réalisateur de cinéma.

## Biographie
Ramaz Ourouchadze est sélectionné pour jouer le championnat d'Europe de 1964, où l'Union soviétique arrive jusqu'en finale, se faisant battre par l'Espagne.
Avec la sélection soviétique, il joue un match face à l'Italie en 1963 et un second face à l'Uruguay en 1964.

## Palmarès
Dinamo Tbilissi
- Finaliste de la Coupe d'Union soviétique en 1970.